# Roger Haitengi
Roger Haitengi (Poznań, 12 settembre 1983) è un triplista namibiano.

## Palmarès
| Anno | Manifestazione          | Sede         | Evento       | Risultato | Prestazione | Note |
| ---- | ----------------------- | ------------ | ------------ | --------- | ----------- | ---- |
| 2005 | Universiadi             | Smirne       | Salto triplo | 14º       | 14,84 m     |      |
| 2006 | Campionati africani     | Bambous      | Salto triplo | 8º        | 15,76 m     |      |
| 2007 | Giochi panafricani      | Algeri       | Salto triplo | 5º        | 15,94 m     |      |
| 2007 | Universiadi             | Bangkok      | Salto triplo | 9º        | 15,91 m     |      |
| 2008 | Campionati africani     | Addis Abeba  | Salto triplo | 7º        | 15,84 m     |      |
| 2009 | Universiadi             | Belgrado     | Salto triplo | 16º (q)   | 15,84 m     |      |
| 2010 | Campionati africani     | Nairobi      | Salto triplo | 10º       | 15,55 m     |      |
| 2012 | Campionati africani     | Porto-Novo   | Salto triplo | 6º        | 15,87 m     |      |
| 2014 | Campionati africani     | Marrakech    | Salto triplo | Bronzo    | 16,72 m     | w    |
| 2015 | Giochi panafricani      | Brazzaville  | Salto triplo | 4º        | 16,40 m     |      |
| 2016 | Campionati africani     | Durban       | Salto triplo | 8º        | 16,20 m     |      |
| 2018 | Giochi del Commonwealth | Gold Coast   | Salto triplo | 8º        | 16,24 m     |      |
| 2018 | Campionati africani     | Asaba        | Salto triplo | 7º        | 16,11 m     |      |
| 2019 | Giochi panafricani      | Rabat        | Salto triplo | 4º        | 16,33 m     |      |
| 2022 | Campionati africani     | Saint Pierre | Salto triplo | 12º       | 15,45 m     | w    |
| 2024 | Campionati africani     | Douala       | Salto triplo | 8º        | 15,56 m     |      |